# 神戸市立須佐野中学校
神戸市立須佐野中学校（こうべしりつ すさのちゅうがっこう）は、兵庫県神戸市兵庫区にある公立中学校。

## 沿革
- 1949年（昭和24年）4月1日 - 神戸市立御崎中学校と神戸市立松原中学校が合併し開校。

## 部活動

### 運動部
- 野球部
- 卓球部
- 女子ソフトテニス部
- ソフトボール部
- 男子バレーボール部

### 文化部
- 吹奏楽部
- 美術部
- 情報科学部
- 家庭科部

## 通学区域
- 神戸市立明親小学校の通学区域。
- 神戸市立湊小学校の通学区域うち、兵庫区(西仲町(1番1～5号・9号(北部)・10・14～22号、2番1～4号・9号(南部)・10～12・43～46号)、佐比江町・西出町1・2、西出町、東出町1～3、川崎町、鍛冶屋町1・2、島上町1・2、七宮町1・2、本町1(1番1～6・18～24号を除く。)・2(1番7～16号、3番16～21号、4番5号を除く。)、湊町1(JR以南)、兵庫町1・2(1番28～37号、2番1・33号))。[1]。

## 制服
- 男子　
  - 冬服は標準的な学生服上下である。
  - 夏服はカッターシャツ、スラックスである。
- 女子　
  - 冬服はブレザー、ブラウス、吊りスカートである。
  - 夏服はブラウス、吊りスカートである。

## 交通アクセス
- JR神戸線・和田岬線「兵庫駅」より東南へ徒歩約10分
- 市バス85系統「須佐野通りバス停」より東南へ徒歩約1分
- 市営地下鉄海岸線「中央市場駅」より西南へ徒歩約10分

## 通学区域が隣接している学校
- 神戸市立湊翔楠中学校
- 神戸市立兵庫中学校
- 神戸市立長田中学校
- 神戸市立吉田中学校